# Білозер'євське сільське поселення
Білозе́р'євське сільське поселення (рос. Белозерьевское сельское поселение) — муніципальне утворення у складі Ромодановського району Мордовії, Росія. Адміністративний центр та єдиний населений пункт — село Білозер'є.

## Населення
Населення — 2934 особи (2019, 2949 у 2010, 2792 у 2002).